# Арсенич Михайло (священник)
Отець митрат Михайло Арсенич — священник УГКЦ, настоятель Церкви Покрови Пресвятої Богородиці УГКЦ в селі Матеївці Коломийського району, мешканець села Нижній Березів Косівського району. Відомий палкою промовою, виголошеною 2010 року біля пам'ятника С. Бандері у Коломиї.
Його промова викликала великий резонанс спочатку в мережі інтернет, а опісля у широкому колі громадськості. Дану подію було обговорено на засіданні Колегії єпархіальних радників Коломийсько-Чернівецької єпархії УГКЦ. У процесі дослідження було винесено декрет Про канонічне попередження від 13 грудня 2013 р., де говориться наступне:
| На інтернет сайті You Tube від 6 грудня 2013 року було висвітлено відео радикально-агресивного виступу отця Михайла Арсенича у Коломиї.[3] Дана промова була виголошена 15 жовтня 2010 року біля пам’ятника С. Бандери і звернена до вояків УПА. Проте, на превеликий жаль, в мережі інтернет даний виступ був охарактеризований як: “Палка промова до пастви” в м. Києві. Висловлюємо стурбованість тим фактом, що палку промову о. Арсенича виголошену 2010 року, було підмінено під виступ на Майдані Незалежності у грудні 2013 року. Рівночасно управління Коломийсько-Чернівецької єпархії УГКЦ не знімає відповідальності з священика Михайла Арсенича за промову, котра суперечить місії священика. ... Наказуємо священику Михайлу Арсеничу ще раз перепросити тих, яким завдав моральної шкоди та подав згіршення, відбути місячне покаяння в монастирі Отців Студитів та утриматися від подібних публічних виступів на майбутнє. Якщо о. Михайло Арсенич повторить щось подібне, тоді ми будемо змушені діяти згідно з ККСЦ, щоб боронити правду і святу Церкву |
Отець Михайло розкаявся і попросив прощення у всіх, хто вважає себе ображеними цією промовою та пообіцяв молитися за них.